# 出外的人
【出外的人】是鳳飛飛第六十張個人專輯，1983年4月7日歌林唱片發行。
專輯收錄了鳳飛飛演出電影【四傻害羞】的主題曲及插曲。
專輯榮獲華視【綜藝100】1983年年度十大銷售專輯第九名。。

## 專輯曲目
| 曲序 | 曲名                | 作詞   | 作曲                                | 編曲   | 長度 | 備註 |
| 01   | 出外的人            | 莊奴   | 古月                                | 陳志遠 |      | 粤語版為鄺美雲的幽幽夢裹，收錄在專輯留下陪我。電影【四傻害羞】主題曲；海外版歌名【出外人】 費玉清翻唱；收錄於【只有你】專輯 |
| 02   | 哈囉                | 莊奴   | 古月                                | 陳志遠 |      | 電影【四傻害羞】插曲 |
| 03   | 呢喃的往事          | 蔣榮伊 | 蔣榮伊                              | 陳志遠 |      | 海外版歌名【當作一剎那】 |
| 04   | 洋派的中國男孩      | 曹俊鴻 | 曹俊鴻                              | 陳志遠 |      | 海外版歌名【洋派的男孩】 |
| 05   | 瀟灑的季節          | 馬兆駿 | Monta Brothers                      | 陳志遠 |      | |
| 06   | 愛的種子            | 陳雲山 | 陳雲山                              | 陳志遠 |      | |
| 07   | 好好把握            | 童安格 | 馬兆駿                              | 陳志遠 |      | 海外版歌名【暖流】 |
| 08   | 想要留住你          | 張尚喬 | 李超(抄襲frank mills的 Reflections) | 陳志遠 |      | 海外版歌名【落幕的時候】 |
| 09   | 等待                | 童安格 | 童安格                              | 陳志遠 |      | |
| 10   | 自個兒去打坐        | 莊奴   | 古月                                | 陳志遠 |      | |
| 11   | 漫漫的長夜          | 呂欽若 | 陳揚                                | 陳志遠 |      | 海外版歌名【漫漫的夜】 |
| 12   | 出外的人 【演奏曲】 |        | 古月                                | 陳志遠 |      | |

## 【飛魅力／復刻版】專輯曲目
| 曲序 | 曲名           | 作詞   | 作曲           | 編曲   | 長度 | 備註                                                                          |
| 01   | 出外的人       | 莊奴   | 古月           | 陳志遠 |      | 電影【四傻害羞】主題曲；海外版歌名【出外人】 費玉清翻唱；收錄於【只有你】專輯 |
| 02   | 哈囉           | 莊奴   | 古月           | 陳志遠 |      | 電影【四傻害羞】插曲                                                          |
| 03   | 呢喃的往事     | 蔣榮伊 | 蔣榮伊         | 陳志遠 |      | 海外版歌名【當作一剎那】                                                      |
| 04   | 洋派的中國男孩 | 曹俊鴻 | 曹俊鴻         | 陳志遠 |      | 海外版歌名【洋派的男孩】                                                      |
| 05   | 瀟灑的季節     | 馬兆駿 | Monta Brothers | 陳志遠 |      |                                                                               |
| 06   | 愛的種子       | 陳雲山 | 陳雲山         | 陳志遠 |      |                                                                               |
| 07   | 好好把握       | 童安格 | 馬兆駿         | 陳志遠 |      | 海外版歌名【暖流】                                                            |
| 08   | 想要留住你     | 張尚喬 | 李超           | 陳志遠 |      | 海外版歌名【落幕的時候】                                                      |
| 09   | 等待           | 童安格 | 童安格         | 陳志遠 |      |                                                                               |
| 10   | 自個兒去打坐   | 莊奴   | 古月           | 陳志遠 |      |                                                                               |
| 11   | 漫漫的長夜     | 呂欽若 | 陳揚           | 陳志遠 |      | 海外版歌名【漫漫的夜】                                                        |

## 海外版專輯曲目
| 曲序 | 曲名         | 作詞   | 作曲           | 編曲   | 長度 | 備註                                                                        |
| 01   | 暖流         | 童安格 | 馬兆駿         | 陳志遠 |      | 台灣版【好好把握】                                                          |
| 02   | 落幕的時候   | 張尚喬 | 李超           | 陳志遠 |      | 台灣版【想要留住你】                                                        |
| 03   | 漫漫的夜     | 呂欽若 | 陳揚           | 陳志遠 |      | 台灣版【漫漫的長夜】                                                        |
| 04   | 哈囉         | 莊奴   | 古月           | 陳志遠 |      | 電影【四傻害羞】插曲                                                        |
| 05   | 愛的種子     | 陳雲山 | 陳雲山         | 陳志遠 |      |                                                                             |
| 06   | 等待         | 童安格 | 童安格         | 陳志遠 |      |                                                                             |
| 07   | 洋派的男孩   | 曹俊鴻 | 曹俊鴻         | 陳志遠 |      | 台灣版【洋派的中國男孩】                                                    |
| 08   | 出外人       | 莊奴   | 古月           | 陳志遠 |      | 電影【四傻害羞】主題曲；台灣版【出外的人】 費玉清翻唱；收錄於【只有你】專輯 |
| 09   | 瀟灑的季節   | 馬兆駿 | Monta Brothers | 陳志遠 |      |                                                                             |
| 10   | 自個兒去打坐 | 莊奴   | 古月           | 陳志遠 |      |                                                                             |
| 11   | 當作一剎那   | 蔣榮伊 | 蔣榮伊         | 陳志遠 |      | 台灣版【呢喃的往事】                                                        |

## 專輯版本
- 黑膠唱片[3]
  - 1983年4月台灣歌林唱片發行
  - 1983年4月新加坡、馬來西亞、香港風錄可朗（寶麗金 Polydor）唱片發行[4]
- 卡帶
  - 1983年4月台灣歌林唱片發行
  - 1983年4月新加坡、馬來西亞、香港風錄可朗（寶麗金 Polydor）唱片發行
- CD
  - 【飛魅力之出外的人】2005年4月28日台灣飛躍藝人經紀工作室製作；全員集合國際多媒體發行
  - 【鳳靡上輯】2006年6月台灣飛躍藝人經紀工作室製作；喜瑪拉雅發行
  - 【復刻版】2007年台灣飛躍藝人經紀工作室製作；喜瑪拉雅音樂發行
  - 【環球復刻版】2012年3月9日環球音樂復刻發行，是唯一[來源請求]以海外版【暖流】設計在台灣發行的版本